# Lijst van Britse ministers van Posterijen

## Ministers van Posterijen van het Verenigd Koninkrijk (1846–1969)
| Minister van Posterijen Postmaster General | Minister van Posterijen Postmaster General | Minister van Posterijen Postmaster General                         | Ambtstermijn                              | Ambtstermijn                 | Partij                 | Premier                               | Kabinet                             | Overige functie(s) |
| ------------------------------------------ | ------------------------------------------ | ------------------------------------------------------------------ | ----------------------------------------- | ---------------------------- | ---------------------- | ------------------------------------- | ----------------------------------- | ------------------ |
|                                            | Ulick de Burgh                             | Markies van Clanricarde Ulick de Burgh (1802–1874)                 | 30 juni 1846                              | 22 februari 1852             | Whig Party             | John Russell (1846–1852)              | Russell I                           |                    |
|                                            | Charles Yorke                              | Graaf van Hardwicke Admiraal Charles Yorke (1799–1873)             | 22 februari 1852                          | 28 december 1852             | Conservative Party     | Edward Smith-Stanley (1852)           | Smith-Stanley I                     |                    |
|                                            | Charles Canning                            | Graaf Canning Charles Canning (1812–1862)                          | 28 december 1852                          | 10 december 1855             | Peelite (1852–1855)    | George Hamilton -Gordon (1852–1855)   | Hamilton-Gordon                     |                    |
|                                            | Charles Canning                            | Graaf Canning Charles Canning (1812–1862)                          | 28 december 1852                          | 10 december 1855             | Whig Party (1855)      | Henry John Temple (1855–1858)         | Temple I                            |                    |
|                                            | George Campbell                            | Hertog van Argyll George Campbell (1823–1900)                      | 10 december 1855                          | 20 februari 1858             | Whig Party             | Henry John Temple (1855–1858)         | Temple I                            |                    |
|                                            | Charles Abbot                              | Baron Colchester Charles Abbot (1798–1867)                         | 20 februari 1858                          | 12 juni 1859                 | Conservative Party     | Edward Smith-Stanley (1858–1859)      | Smith-Stanley II                    |                    |
|                                            | James Bruce                                | Graaf van Elgin James Bruce (1811–1863)                            | 12 juni 1859                              | 10 mei 1860                  | Liberal Party          | Henry John Temple (1859–1865)         | Temple II                           |                    |
|                                            | Edward Stanley                             | Baron Stanley van Alderley Edward Stanley (1802–1869)              | 10 mei 1860                               | 28 juni 1866                 | Liberal Party          | Henry John Temple (1859–1865)         | Temple II                           |                    |
| John Russell (1865–1866)                   | Edward Stanley                             | Baron Stanley van Alderley Edward Stanley (1802–1869)              | 10 mei 1860                               | 28 juni 1866                 | Liberal Party          | Russell II                            |                                     |                    |
|                                            |                                            | Hertog van Montrose James Graham (1799–1874)                       | 28 juni 1866                              | 3 december 1868              | Conservative Party     | Edward Smith-Stanley (1866–1868)      | Smith-Stanley III                   |                    |
| Benjamin Disraeli (1868)                   | Disraeli I                                 | Hertog van Montrose James Graham (1799–1874)                       | 28 juni 1866                              | 3 december 1868              | Conservative Party     |                                       |                                     |                    |
|                                            | Spencer Cavendish                          | Markies van Hartington Spencer Cavendish (1833–1908)               | 3 december 1868                           | 10 januari 1871              | Liberal Party          | William Ewart Gladstone (1868–1874)   | Gladstone I                         |                    |
|                                            | William Monsell                            | William Monsell (1812–1894)                                        | 10 januari 1871                           | 30 november 1873             | Liberal Party          | William Ewart Gladstone (1868–1874)   | Gladstone I                         |                    |
|                                            | Lyon Playfair                              | Lyon Playfair (1818–1898)                                          | 30 november 1873                          | 20 februari 1874             | Liberal Party          | William Ewart Gladstone (1868–1874)   | Gladstone I                         |                    |
|                                            | John Manners                               | Heer John Manners (1818–1906)                                      | 20 februari 1874                          | 23 april 1880                | Conservative Party     | Benjamin Disraeli (1874–1880)         | Disraeli II                         |                    |
|                                            | George Shaw Lefevre                        | George Shaw Lefevre (1831–1928)                                    | 23 april 1880                             | 23 juni 1885                 | Liberal Party          | William Ewart Gladstone (1880–1885)   | Gladstone II                        |                    |
|                                            | John Manners                               | Heer John Manners (1818–1906)                                      | 23 juni 1885                              | 28 januari 1886              | Conservative Party     | Robert Gascoyne-Cecil (1885–1886)     | Gascoyne-Cecil I                    |                    |
|                                            | George Glyn                                | Baron Wolverton George Glyn (1824–1887)                            | 28 januari 1886                           | 20 juli 1886                 | Liberal Party          | William Ewart Gladstone (1886)        | Gladstone III                       |                    |
|                                            | Henry Cecil Raikes                         | Henry Cecil Raikes (1838–1891)                                     | 20 juli 1886                              | 24 augustus 1891             | Conservative Party     | Robert Gascoyne-Cecil (1886–1892)     | Gascoyne-Cecil II                   |                    |
|                                            | James Fergusson                            | Sir James Fergusson (1832–1907)                                    | 31 augustus 1891                          | 15 augustus 1892             | Conservative Party     | Robert Gascoyne-Cecil (1886–1892)     | Gascoyne-Cecil II                   |                    |
|                                            | Arnold Morley                              | Arnold Morley (1849–1916)                                          | 15 augustus 1892                          | 25 juni 1895                 | Liberal Party          | William Ewart Gladstone (1892–1895)   | Gladstone IV                        |                    |
| Archibald Primrose (1894–1895)             | Arnold Morley                              | Arnold Morley (1849–1916)                                          | 15 augustus 1892                          | 25 juni 1895                 | Liberal Party          | Primrose                              |                                     |                    |
|                                            | Henry Fitzalan-Howard                      | Hertog van Norfolk Henry Fitzalan- Howard (1847–1917)              | 25 juni 1895                              | 10 april 1900                | Liberal Unionist Party | Robert Gascoyne-Cecil (1895–1902)     | Gascoyne-Cecil III                  |                    |
|                                            | Charles Vane-Tempest-Stewart               | Markies van Londonderry Charles Vane- Tempest- Stewart (1852–1915) | 10 april 1900                             | 12 juli 1902                 | Conservative Party     | Robert Gascoyne-Cecil (1895–1902)     | Gascoyne-Cecil III                  |                    |
| Gascoyne-Cecil IV                          | Charles Vane-Tempest-Stewart               | Markies van Londonderry Charles Vane- Tempest- Stewart (1852–1915) | 10 april 1900                             | 12 juli 1902                 | Conservative Party     | Robert Gascoyne-Cecil (1895–1902)     |                                     |                    |
|                                            | Austen Chamberlain                         | Sir Austen Chamberlain (1863–1937)                                 | 12 juli 1902                              | 19 oktober 1903              | Liberal Unionist Party | Arthur Balfour (1902–1905)            | Balfour                             |                    |
|                                            | Edward Stanley                             | Heer Stanley van Derby Edward Stanley (1865–1948)                  | 19 oktober 1903                           | 5 december 1905              | Conservative Party     | Arthur Balfour (1902–1905)            | Balfour                             |                    |
|                                            | Sydney Buxton                              | Sydney Buxton (1853–1934)                                          | 5 december 1905                           | 10 februari 1910             | Liberal Party          | Henry Campbell- Bannerman (1905–1908) | Campbell- Bannerman                 |                    |
| Herbert Henry Asquith (1908–1916)          | Sydney Buxton                              | Sydney Buxton (1853–1934)                                          | 5 december 1905                           | 10 februari 1910             | Liberal Party          | Asquith I                             |                                     |                    |
| Herbert Henry Asquith (1908–1916)          |                                            | Herbert Samuel                                                     | Herbert Samuel (1870–1963)                | 10 februari 1910             | 14 februari 1914       | Liberal Party                         | Asquith II                          |                    |
| Herbert Henry Asquith (1908–1916)          | Asquith III                                | Herbert Samuel                                                     | Herbert Samuel (1870–1963)                | 10 februari 1910             | 14 februari 1914       | Liberal Party                         |                                     |                    |
| Herbert Henry Asquith (1908–1916)          |                                            |                                                                    | Sir Charles Hobhouse (1862–1941)          | 14 februari 1914             | 25 mei 1915            | Liberal Party                         |                                     |                    |
| Herbert Henry Asquith (1908–1916)          |                                            | Herbert Samuel                                                     | Herbert Samuel (1870–1963)                | 25 mei 1915                  | 12 januari 1916        | Liberal Party                         | Asquith IV                          |                    |
| Herbert Henry Asquith (1908–1916)          |                                            | Jack Pease                                                         | Jack Pease (1860–1943)                    | 12 januari 1916              | 7 december 1916        | Liberal Party                         | Asquith IV                          |                    |
|                                            | Albert Illingworth                         | Albert Illingworth (1865–1942)                                     | 7 december 1916                           | 1 april 1921                 | Liberal Party          | David Lloyd George (1916–1922)        | Lloyd George I                      |                    |
| Lloyd George II                            | Albert Illingworth                         | Albert Illingworth (1865–1942)                                     | 7 december 1916                           | 1 april 1921                 | Liberal Party          | David Lloyd George (1916–1922)        |                                     |                    |
|                                            |                                            | Frederick Kellaway (1870–1933)                                     | 1 april 1921                              | 23 oktober 1922              | Liberal Party          | David Lloyd George (1916–1922)        |                                     |                    |
|                                            |                                            | Neville Chamberlain (1869–1940)                                    | 23 oktober 1922                           | 5 februari 1923              | Conservative Party     | Bonar Law (1922–1923)                 | Law                                 |                    |
|                                            | William Joynson-Hicks                      | Sir William Joynson-Hicks (1865–1932)                              | 5 februari 1923                           | 27 augustus 1923             | Conservative Party     | Bonar Law (1922–1923)                 | Law                                 |                    |
| Stanley Baldwin (1923–1924)                | William Joynson-Hicks                      | Sir William Joynson-Hicks (1865–1932)                              | 5 februari 1923                           | 27 augustus 1923             | Conservative Party     | Baldwin I                             |                                     |                    |
| Stanley Baldwin (1923–1924)                |                                            | Laming Worthington-Evans                                           | Sir Laming Worthington- Evans (1868–1931) | 27 augustus 1923             | 22 januari 1924        | Baldwin I                             | Conservative Party                  |                    |
|                                            | Vernon Hartshorn                           | Vernon Hartshorn (1872–1931)                                       | 22 januari 1924                           | 3 november 1924              | Labour Party           | Ramsay MacDonald (1929–1935)          | MacDonald I                         |                    |
|                                            | William Mitchell-Thomson                   | Sir William Mitchell- Thomson (1877–1938)                          | 4 november 1924                           | 5 juni 1929                  | Conservative Party     | Stanley Baldwin (1924–1929)           | Baldwin II                          |                    |
|                                            |                                            | Hastings Lees-Smith (1878–1941)                                    | 5 juni 1929                               | 2 maart 1931                 | Labour Party           | Ramsay MacDonald (1929–1935)          | MacDonald II                        |                    |
|                                            | Clement Attlee                             | Clement Attlee (1883–1967)                                         | 2 maart 1931                              | 26 augustus 1931             | Labour Party           | Ramsay MacDonald (1929–1935)          | MacDonald II                        |                    |
|                                            | William Ormsby-Gore                        | William Ormsby-Gore (1885–1964)                                    | 26 augustus 1931                          | 5 november 1931              | Conservative Party     | Ramsay MacDonald (1929–1935)          | MacDonald III (Nationaal Kabinet I) |                    |
| Vacant                                     | Vacant                                     | Vacant                                                             | Vacant                                    | Vacant                       | Vacant                 | Ramsay MacDonald (1929–1935)          | MacDonald IV (Nationaal Kabinet II) |                    |
|                                            | Kingsley Wood                              | Sir Kingsley Wood (1881–1943)                                      | 10 november 1931                          | 7 juni 1935                  | Conservative Party     | Ramsay MacDonald (1929–1935)          | MacDonald IV (Nationaal Kabinet II) |                    |
|                                            | George Tryon                               | Baron Tryon George Tryon (1871–1940)                               | 7 juni 1935                               | 3 april 1940                 | Conservative Party     | Stanley Baldwin (1935–1937)           | Baldwin III (Nationaal Kabinet III) |                    |
| Neville Chamberlain (1937–1940)            | George Tryon                               | Baron Tryon George Tryon (1871–1940)                               | 7 juni 1935                               | 3 april 1940                 | Conservative Party     | Chamberlain I (Nationaal Kabinet IV)  |                                     |                    |
| Neville Chamberlain (1937–1940)            | George Tryon                               | Baron Tryon George Tryon (1871–1940)                               | 7 juni 1935                               | 3 april 1940                 | Conservative Party     | Chamberlain II                        |                                     |                    |
| Neville Chamberlain (1937–1940)            |                                            | William Morrison                                                   | William Morrison (1893–1961)              | 3 april 1940                 | 7 november 1943        | Conservative Party                    |                                     |                    |
| Winston Churchill (1940–1945)              | Churchill I                                | William Morrison                                                   | William Morrison (1893–1961)              | 3 april 1940                 | 7 november 1943        | Conservative Party                    |                                     |                    |
| Winston Churchill (1940–1945)              | Churchill I                                |                                                                    | Harry Crookshank                          | Harry Crookshank (1893–1961) | 7 november 1943        | 26 juli 1945                          | Conservative Party                  |                    |
| Winston Churchill (1940–1945)              | Churchill II                               |                                                                    | Harry Crookshank                          | Harry Crookshank (1893–1961) | 7 november 1943        | 26 juli 1945                          | Conservative Party                  |                    |
|                                            |                                            | Graaf van Listowel William Hare (1906–1997)                        | 26 juli 1945                              | 17 april 1947                | Labour Party           | Clement Attlee (1945–1951)            | Attlee I                            |                    |
|                                            | Wilfred Paling                             | Wilfred Paling (1883–1971)                                         | 17 april 1947                             | 28 februari 1950             | Labour Party           | Clement Attlee (1945–1951)            | Attlee I                            |                    |
|                                            |                                            | Ness Edwards (1897–1968)                                           | 28 februari 1950                          | 26 oktober 1951              | Labour Party           | Clement Attlee (1945–1951)            | Attlee II                           |                    |
|                                            | Herbrand Sackville                         | Graaf De La Warr Herbrand Sackville (1900–1976)                    | 26 oktober 1951                           | 5 april 1955                 | Conservative Party     | Winston Churchill (1951–1955)         | Churchill III                       |                    |
|                                            |                                            | Charles Hill (1904–1989)                                           | 5 april 1955                              | 10 januari 1957              | Conservative Party     | Anthony Eden (1955–1957)              | Eden                                |                    |
|                                            |                                            | Ernest Marples (1907–1978)                                         | 10 januari 1957                           | 14 oktober 1959              | Conservative Party     | Harold Macmillan (1957–1963)          | Macmillan I                         |                    |
|                                            |                                            | Reginald Bevins (1908–1996)                                        | 14 oktober 1959                           | 16 oktober 1964              | Conservative Party     | Harold Macmillan (1957–1963)          | Macmillan II                        |                    |
| Alec Douglas-Home (1963–1964)              | Douglas-Home                               | Reginald Bevins (1908–1996)                                        | 14 oktober 1959                           | 16 oktober 1964              | Conservative Party     |                                       |                                     |                    |
|                                            | Tony Benn                                  | Tony Benn (1925–2014)                                              | 16 oktober 1964                           | 4 juli 1966                  | Labour Party           | Harold Wilson (1964–1970)             | Wilson I                            |                    |
| Wilson II                                  | Tony Benn                                  | Tony Benn (1925–2014)                                              | 16 oktober 1964                           | 4 juli 1966                  | Labour Party           | Harold Wilson (1964–1970)             |                                     |                    |
|                                            |                                            | Ted Short (1912–2012)                                              | 4 juli 1966                               | 6 april 1968                 | Labour Party           | Harold Wilson (1964–1970)             |                                     |                    |
|                                            |                                            | Roy Mason (1924–2015)                                              | 6 april 1968                              | 1 juli 1968                  | Labour Party           | Harold Wilson (1964–1970)             |                                     |                    |
|                                            | John Stonehouse                            | John Stonehouse (1925–1988)                                        | 1 juli 1968                               | 1 oktober 1969               | Labour Party           | Harold Wilson (1964–1970)             |                                     |                    |